# Единый государственный реестр объектов культурного наследия
Еди́ный госуда́рственный рее́стр объе́ктов культу́рного насле́дия (па́мятников исто́рии и культу́ры) наро́дов Росси́йской Федера́ции (сокр. ЕГРОКН) — список памятников истории и культуры, обеспечивающий государственный учёт памятников и закрепляющий принадлежность памятника к соответствующему виду и категории. За формирование списка отвечает Министерство культуры РФ. Реестр ведётся в бумажном и в электронном виде при помощи информационной системы АИС ЕГРКН, которая позволяет региональным органам охраны объектов культурного наследия вносить информацию в реестр с предоставлением квалифицированной электронной подписи.

## История
В России дело охраны отдельных памятников старины было устроено во времена Петра I, но первые работы по каталогизации памятников были начаты в 1838 году.
В Советском Союзе принципы учёта объектов культурного наследия были систематизированы в Законе СССР «Об охране и использовании памятников истории и культуры» 1976 года, хотя и до его принятия издавались различные нормативные акты, регулирующие отдельные вопросы государственного учёта памятников истории и культруры. Так, например, постановление Совета Министров РСФСР № 1327 от 30.08.1960 г. определило основной список памятников истории и культуры федерального значения. Отдельные постановления и распоряжения об отнесении тех или иных объектов к категории памятников истории и культуры сформировали к середине 1990-х годов существующий объём из более 100 тысяч объектов культурного наследия, подлежащих государственной охране.
Государственный учёт памятников подразумевает уточнение их реквизитов: местонахождения, наименования, даты создания и т. п. В 2001 году такие работы были проведены для памятников федерального значения Санкт-Петербурга. В результате Правительством РФ был утверждён «Перечень объектов исторического и культурного наследия федерального значения, находящихся в Санкт-Петербурге» (постановление № 527 от 10.07.2001). Петербургский список, включивший в себя свыше 5 тысяч объектов культурного наследия, стал первым (и долгое время единственным) официальным реестром памятников федерального значения.
В 2002 году был принят федеральзый закон «Об объектах культурного наследия (памятниках истории и культуры) народов Российской Федерации» (№ 73-ФЗ от 25.06.2002), вводящий понятие Единого государственного реестра объектов культурного наследия. В главе 4 принятого закона описан порядок формирования и ведения реестра, предполагающий значительное расширение сведения об объектах культурного наследия по сравнению со сведениями в составленных ранее государственных списках памятников истории и культуры. Это потребовало проведения работ по мониторингу состояния и использования объектов культурного наследия. В 2002—2003 годах такой мониторинг был выполнен по 59 субъектам Российской Федерации. Тем не менее, само положение о реестре было утверждено только в 2011 году и до этого времени применялись регламенты и документы «Инструкции о порядке учёта, обеспечения сохранности, содержания, использования и реставрации недвижимых памятников истории и культуры» (приказ Министерства культуры СССР № 203 от 13.05.1986).
С 2004 по 2008 годы формирование ЕГРОКН находилось в ведении Федерального агентства по культуре и кинематографии («Роскультура») при Министерстве культуры и массовых коммуникаций. В 2008 году агентство было упразднено, а министерство преобразовано в Министерство культуры. Именно в это время по заказу «Роскультуры» веб-студией «SpaceBox» была разработана «Интернет-версия реестра памятников истории и культуры народов России» (www.kulturnoe-nasledie.ru).
С 2008 по 2011 годы в составе министерства культуры существовала Федеральная служба по надзору за соблюдением законодательства в области охраны культурного наследия («Росохранкультура»), к полномочиям которой были отнесены возможности принять положение о ЕГРОКН (первое положение было принято в 2009 году, впоследствии отменено), утвердить форму паспорта объекта культурного наследия и т. п. После упразднения этой службы 8 февраля 2011 года ответственность за формирование и ведение государственного реестра объектов культурного наследия была возложена на министерство культуры.
Второе положение о ЕГРОКН было утверждено приказом министерства культуры в 2011 году. Однако к октябрю 2012 года констатировалось, что ЕГРОКН как государственная информационная система до сих пор не сформирован, так как в реестре должным образом было зарегистрировано всего 120 объектов (0,05 % от общего количества). За 2013 год в ЕГРОКН было зарегистрировано около 1,5 тысяч памятников истории и культуры. В 2014 году была упрощена процедура внесения объектов в реестр, а кроме того, была внедрена автоматизированная информационная система (АИС ЕГРКН). В результате за 2014 год реестр пополнился сведениями о 34 тысячах объектах.

## Структура регистрационного номера
Каждому объекту, внесённому в реестр, присваивается 15-значный номер. «Положение о ЕГРОКН» следующим образом описывает структуру этого номера:
| С | С | Г | Г | В | Х | Х | Х | Х | Х | Х | П | П | П | К |

Первые два знака (СС) кодируют субъект Российской Федерации, в котором располагается объект культурного наследия.
Следующие два знака (ГГ) обозначают год внесения в реестр (последние две цифры).
Пятый знак (В) является характеристикой объекта культурного наследия: 1 — памятник, 2 — ансамбль, 3 — достопримечательное место, 4 — объект археологического наследия, 5 — памятник в составе историко-культурного музея-заповедника, 6 — ансамбль в составе историко-культурного музея-заповедника, 7 — достопримечательное место в составе историко-культурного музея-заповедника, 8 — памятник в составе музейного комплекса, 9 — ансамбль в составе музейного комплекса, 0 — достопримечательное место в составе территории музейного комплекса.
Шесть знаков ХХХХХХ отводится под уникальный порядковый номер объекта.
Знаки с 12 по 14 (ППП) используются в составных объектах культурного наследия для нумерации элементов, составляющих такой объект (ансамбль).
Последний знак (К) обозначает категорию охраны объекта (историко-культурного значения): 4 — местного (муниципального) значения, 5 — регионального значения, 6 — федерального значения.
Тем не менее, в реестре сохраняется ряд записей, номера которых не соответствуют этой структуре.

## АИС ЕГРКН
Разработка автоматизированной информационной системы для ведения реестра объектов культурного наследия была предусмотрена ещё в 2002 году, но реально государственный контракт на разработку такой системы был заключён только в 2013 году. В промышленную эксплуатацию первая очередь АИС ЕГРКН (иногда упоминается как АИС ЕГРОКН) была введена в 2014 году. Технической поддержкой АИС занимается ГИВЦ Министерства культуры.
Разработанная система позволяет на основании решений органов государственной власти (в том числе, региональных) регистрировать в реестре объекты и размещать соответствующие документы в электронном виде. Публичная часть сведений из ЕГРОКН о зарегистрированных объектах культурного наследия отображается на портале отрытых данных Министерства культуры. Кроме веб-интерфейса портала, для доступа к этим сведениям предоставляется RESTfull API. Для использования этого API необходимо получить ключ.